# Studierenden-Sozialerhebung
Die Studierenden-Sozialerhebung ist eine seit den 1970er Jahren wiederholt stattfindende Online-Umfrage unter Studierenden in Österreich. Sie wird im Auftrag des Bundesministeriums für Bildung, Wissenschaft und Forschung (BMBWF) von der Hochschulforschungsgruppe HER am Institut für Höhere Studien (IHS) in Wien durchgeführt und ausgewertet.

## Themen und Ziele
Ziel der Umfrage ist es, einen Überblick über die Studien- und Lebensbedingungen unterschiedlicher Gruppen von Studierenden in Österreich zu geben, wie z. B. Studienanfänger, Studierende in Bachelor-/ Master- oder Diplomprogrammen, Doktoranden, berufstätige Studierende, Studierende mit Kindern, ältere Studierende, Studierende mit gesundheitlichen Beeinträchtigungen und ausländische Studierende.
Das Themenspektrum der Studierenden-Sozialerhebung ist daher   breit und vielfältig. Zentrale Themen sind:
- Hochschulzugang und Studienmotive
- Studienanfänger: Beratung und Info vor dem Studium
- Studiensituation: Zufriedenheiten und Schwierigkeiten
- Studienförderung
- Erwerbstätigkeit
- Wohnen und Finanzen
- internationale Mobilität
- ausländische Studierende in Österreich
- Studierende mit gesundheitlichen Beeinträchtigungen/Behinderungen
- Studierende im Doktorat
- Studierende mit Kindern

Die Ergebnisse werden im Bericht zur sozialen Lage der Studierenden und Zusatzberichten veröffentlicht. Diese Berichte stellen eine wichtige Informationsgrundlage für die österreichische und internationale Hochschulpolitik dar, da die erhobenen Informationen nicht über andere Datenquellen verfügbar sind.
Ähnliche Umfragen werden regelmäßig auch in anderen europäischen Staaten durchgeführt. Seit den 1990er Jahren werden die Studierenden-Sozialerhebungen im Rahmen des europäischen Projekts EUROSTUDENT analysiert. Diese internationalen Vergleichsdaten werden im Rahmen des Bologna-Prozesses und von internationalen Organisationen, wie der EU und der OECD, verwendet.

## Erhebungs- und Auswertungsmethoden
Die Befragung wird mittels einer vom IHS selbst entwickelten Software mit barrierefreiem Zugang als Online-Befragung durchgeführt. Sie richtet sich an alle Studierenden in Österreich an öffentlichen und privaten Universitäten, Fachhochschulen und Pädagogischen Hochschulen. Bei der zuletzt durchgeführten Erhebung 2015 beteiligten sich mehr als 47.000 Studierende an der Befragung.
Die Anonymität der an der Studierenden-Sozialerhebung teilnehmenden Studierenden wird unter anderem dadurch gewährleistet, dass die Einladung zur Befragung ausschließlich durch die Hochschulen erfolgt. Namen und E-Mails der Befragten verbleiben daher an den Hochschulen und werden weder dem IHS noch dem BMBWF übermittelt. Die Hochschulen erhalten andererseits keine Informationen darüber, was einzelne Studierende geantwortet haben. Das IHS verpflichtet sich vertraglich zur Einhaltung der relevanten Datenschutzbestimmungen (insbesondere DSGVO ([EU] 2016/679), DSG und TKG 2003).
Die Studierenden-Sozialerhebung, also die eigentliche Umfrage, ist nur ein Teil der umfangreichen Berichterstattung zur sozialen Lage der Studierenden (zuletzt 2015: drei Kernberichte, sieben Zusatzberichte, EUROSTUDENT, Materialien zur sozialen Lage des BMWFW, Sammlung von Infografiken zu allen Themen). Mindestens ein Drittel der Berichtlegung basiert auf Registerdaten der Hochschulstatistik, die vom BMBWF und der Statistik Austria zur Verfügung gestellt werden. Eine weitere Datengrundlage stellen die österreichischen Mikrozensen der Statistik Austria dar. Zum einen erfolgt mit diesen Daten die Gewichtung der Umfragedaten; zum anderen werden Auswertungen und Analysen, beispielsweise zu der Entwicklung der Studienanfänger- und Studierendenzahlen, der sozialen Herkunft von Studienanfängern sowie zum Hochschulzugang, durchgeführt.

## Studierenden-Sozialerhebung 2019
Die Umfrage der Studierenden-Sozialerhebung 2019 startet Anfang Mai 2019. Erstmals werden neben ordentlichen Studierenden auch Studierende in Lehrgängen (mit mindestens 30 ECTS) befragt.
Die Einladung zur Teilnahme an der Online-Befragung erfolgt per E-Mail von der jeweiligen Hochschule. Die Ergebnisse der Umfrage werden im Frühjahr 2020 veröffentlicht.